# Can Pau Sirés
Can Pau Cirès és una obra de Premià de Dalt (Maresme) protegida com a bé cultural d'interès local.

## Descripció
Edifici de planta baixa i dues plantes pis. Té balcons al primer pis i finestrals al segon. La coberta és plana amb balustres.

## Història
El nom de l'edifici prové de Pau Cirès, un carnisser de Premià de mitjan segle xviii. La decoració actual ve donada per una rehabilitació de finals del segle xix que passà a utilitzar-se com a casa d'estiueig.